# 聖胡安灣

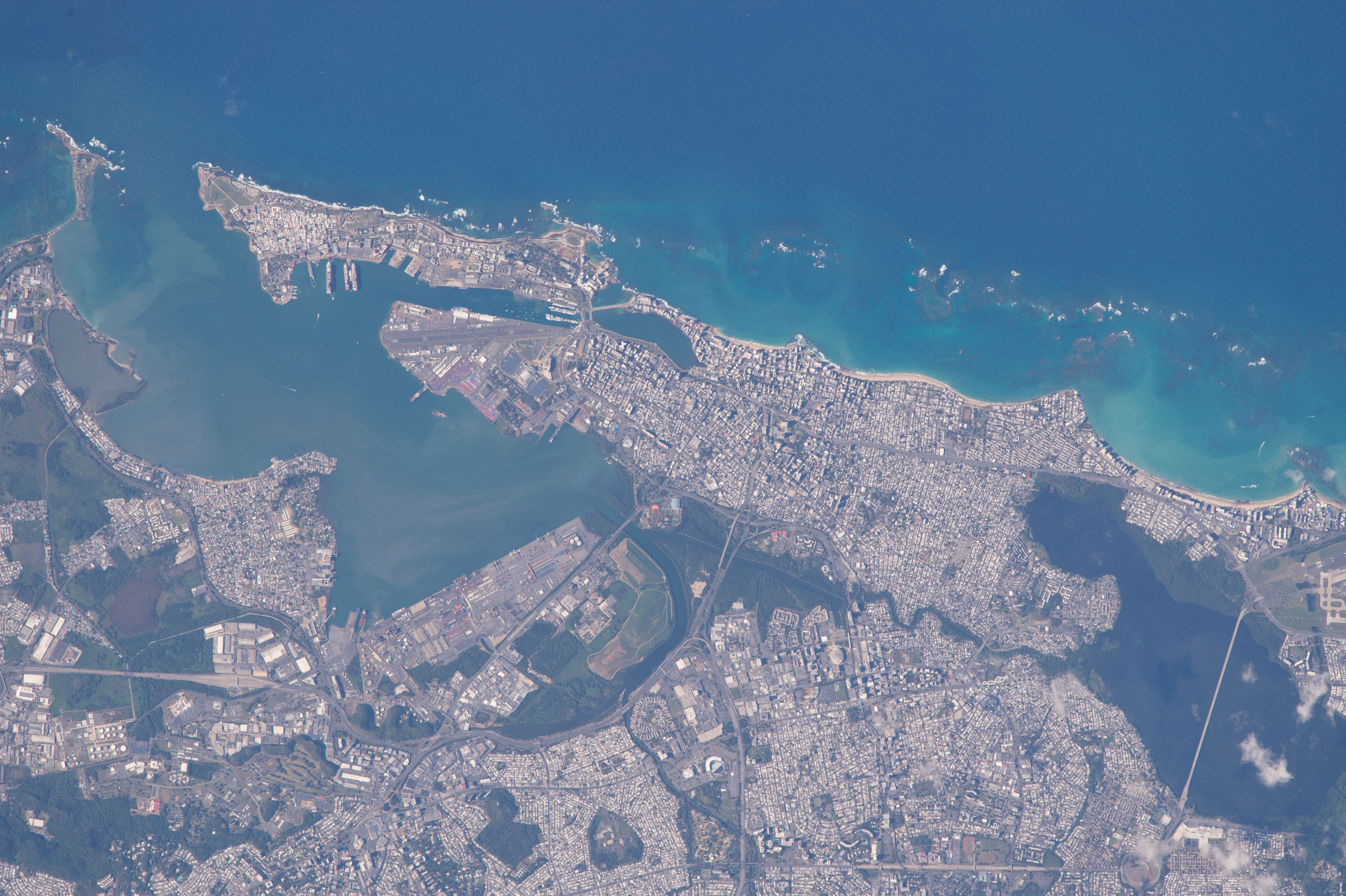
從衛星視角可見聖胡安灣的入口位於畫面左上方，夾在下托阿市的卡布拉斯島與聖胡安市首都轄區內的聖胡安小島（聖胡安舊城區）之間。畫面右上方則為卡蘿利納市的伊斯拉維爾德 (波多黎各)度假區。畫面中亦可見聖胡安灣河口系統內的多個潟湖與水道，影像拍攝於2016年。

聖胡安灣（西班牙語：Bahía de San Juan）是一座半封閉的海灣、河口與港灣，位於美國波多黎各東北部沿海平原，與北大西洋相連。它被首都聖胡安市及其都會區內的鄰近市鎮所環繞，包括瓜伊納沃、卡塔尼奧和下托阿。此海灣是聖胡安港的所在地，該港口是波多黎各群島與本島的主要海港。聖胡安灣全長3.5英里（5.6），寬度介於0.55至2英里（0.89至3.22 km）之間，它是聖胡安灣河口系統中最大的一片水域。該河口系統由數個相互連通的潟湖、水道、河流與溪流組成，涵蓋了約83平方英里（215平方公里）的陸地與14平方英里（36平方公里）的水域，位於波多黎各東北部的聖胡安都會區內。
聖胡安灣以施洗者聖約翰命名，此名源自探險家克里斯多福·哥倫布於1493年第二次航行期間發現波多黎各主島時，將其命名為（聖約翰洗者）。聖胡安灣最早由西班牙征服者胡安·龐塞·德萊昂發現並探勘，他於1508年在今日屬於瓜伊納沃市的Pueblo Viejo區沿岸，建立了名為卡帕拉（Caparra）的城市，也稱為「波多黎各城」，從而展開歐洲人在此群島的殖民進程。龐塞·德萊昂後來監督該城的遷移，並將其更名為「聖胡安·包蒂斯塔·德·波多黎各」，即今日聖胡安市內的舊聖胡安歷史區，該遷移於1521年完成，地點為鄰近的聖胡安小島。
聖胡安灣的入口由聖胡安舊城區的聖費利佩海角城堡以及位於托亞巴哈市帕洛塞科區的卡布拉斯島上的聖胡安德拉克魯斯堡共同守衛。

## 地理
聖胡安灣是一座半封閉的水體，擁有錯綜複雜的環狀水道、流域與通道系統，位於波多黎各最重要的歷史古蹟與最大社區的中心。聖胡安灣提供休閒活動、觀光與旅遊景點，其弧形海灣也設有多種水上交通工具的泊位設施。由於商業擴張與區域環境壓力，該河口地區成為生態復育計畫的重點之一。2015年，聖胡安河口計畫（西班牙語：Programa del estuario de la Bahía de San Juan）開始使用綠旗標示灣區水質狀況。
在地圖上，聖胡安灣看似連接了兩個相鄰的潟湖。這種印象來自於一塊名為「蓬蒂利亞」（Puntilla，意為『小岬角』）的陸地，從聖胡安包蒂斯塔小島（西班牙語：Islet of San Juan Bautista）向灣中央延伸，接近另一側自較大島嶼延伸而出的另一塊突出地形「卡塔尼奧岬」（Punta Cataño）。這種視覺錯覺突顯了聖胡安灣不規則的形狀。蓬蒂利亞旁邊設有碼頭，據報導為加勒比海地區最繁忙的港區之一。這些碼頭是聖胡安港的一部分，位於聖胡安包蒂斯塔小島上，靠近聖安東尼奧水道（San António Channel）入口處。該水道連接聖胡安灣與康達多潟湖以及大西洋。連接小島與本島之間的三座橋橫跨此水道，其中一座為著名的歷史橋梁「雙胞胎橋」。在橋梁建設之前，康達多潟湖曾是聖胡安灣最狹窄的出口。
在另一側，越過伊斯拉格蘭德半島（西班牙語：Isla Grande Peninsula）後，聖胡安灣的內部呈現三角形狀。該區域包含了繁忙的「新港灣」（西班牙語：Bahía de Puerto Nuevo），其位置比聖胡安港更接近內陸交通網絡。此灣由新波多黎各河注入，該河透過馬丁佩尼亞運河入海灣。這條長約 3.75 英里（6.04 公里） 的運河，將聖胡安灣與其他潟湖以及皮德拉斯市連接起來。

## 歷史

### 西班牙的征服與定居
新世界的西班牙征服者以城市景觀與市政組織為思維出發點。他們的美洲殖民行動並非源自海上的卡拉維爾帆船或流動的野營地，而是需要像在歐洲一樣的穩固定居點，最好由石牆包圍的建築群。胡安·龐塞·德萊昂曾花費數日尋找建設殖民城市的最佳地點，構思一個殖民城市的藍圖。當時，聖多明哥總督尼古拉斯·德奧萬多指派龐塞·德萊昂前往哥倫布在第二次航行期間以施洗者聖約翰命名的鄰近島嶼（即後來的波多黎各），進行安撫與傳教。該島沿海為人所懼、居住著被西班牙人稱為食人族的加勒比人，這成為展現「男子氣概」、榮耀上帝與西班牙王國的機會。根據奧萬多的建議，斐迪南二世授予龐塞·德萊昂「征服者」（西班牙語：adelantado）的頭銜，並授權他征服這座由原住民泰諾人居住的主島。該島的原住民名稱為，將成為第二座納入西班牙帝國的加勒比海島嶼。
1508年，胡安·龐塞·德萊昂航行進入位於波多黎各西南角的瓜尼卡灣，當地的酋長阿圭埃伊巴納一世歡迎他與他的部下，視他們為對抗加勒比人的盟友。然而，西班牙人並未在該地找到適合定居的地方。作為「征服者」的龐塞·德萊昂與他的一小隊西班牙貴族接著穿越島上未經探索的北部海岸，最終來到東北岸，發現了一座寬廣且幾乎被陸地包圍的海灣。由於該地區經常受到加勒比人襲擊，似乎沒有原住民部落長期佔據此地。據記載，龐塞·德萊昂將這片水域命名為「波多黎各灣」（西班牙語：Bahía de Puerto Rico，意為「富饒港灣」）。
龐塞·德萊昂進一步推進至內陸，並在距離聖胡安灣約1.5英里（2.4）處建立了西班牙人在該島的第一個定居點，位置即為今日瓜伊納沃市（Guaynabo）Pueblo Viejo 區的 Villa Caparra 郊區所在地。他依照尼古拉斯·德奧萬多的建議，將此聚落命名為卡帕拉（Caparra），以紀念奧萬多的出生地——西班牙卡塞雷斯省中的古羅馬城市Cáparra。然而，斐迪南二世則稱這座聚落為「波多黎各城」（Ciudad de Puerto Rico），意為「富饒之港之城」。龐塞·德萊昂選擇此地的原因是它鄰近海灣，且靠近下托阿河谷的金礦與農地。
卡帕拉最終被證明是一項不吉利的嘗試。托缽修會的修士們向總督龐塞·德萊昂請願，要求將聚落遷往更靠近海灣（並有海風吹拂）之處，並表示目前的地點對兒童具有致命危險。然而，總督堅決反對這項遷移，因為他已在卡帕拉蓋了一座自己的住宅。1511年，西班牙王室任命了新總督胡安·塞隆，並授予他王室許可，允許將該村莊遷至他處。
村民們遷移至一座距離原址約3-英里（4.8-）、多風且樹木繁茂的小島上，該地即為今日聖胡安市首都轄區內的聖胡安小島，位於聖胡安灣的入口處。1521年，居民完成遷村，並將新聚落命名為聖胡安·包蒂斯塔·德·波多黎各（意為「富饒港灣的施洗者聖約翰之城」），但日常生活中多簡稱為「波多黎各城」。殖民時期的工程師以石造城牆加固這座小島，這些城牆即為今日的舊聖胡安城牆，同時建造了防禦要塞，如聖費利佩海角城堡與聖克里斯多瓦爾堡。他們還透過一座堡壘與橋樑（當時稱為聖安東尼奧橋）（西班牙語：Fortín y Puente de San Antonio）將小島與本島相連，該橋即今日的吉列摩·埃斯特維斯橋（西班牙語：Puente Guillermo Esteves）。此城因為四周有堅固城牆圍繞，逐漸被稱為「圍牆之城」。
16世紀的西班牙歷史學家暨原住民擁護者巴托洛梅·德拉斯卡薩斯曾記錄，當時該海灣及其周邊地區的名稱與現今使用的名稱有所不同：（我們稱為聖胡安的這座島，在當地原住民語言中稱為 Boriquén……它只有幾個不怎麼樣的港口，除了那個被稱為「波多黎各」（Puerto Rico）的港口。）根據德拉斯卡薩斯的記載，原住民稱這座島為；西班牙人稱之為，並將其港口稱為（富饒之港）。隨著時間演變，整座島的名稱轉變為（波多黎各），而原本的港口（與海灣）則改稱為（聖胡安）；而原住民的島名也逐漸演變為現今通用的拼法，去除了重音符號並增加了一個 "n"。

### 殖民時期
雖然來自大西洋的海風為聖胡安小島帶來了較健康的氣候，但將聚落從內陸遷移至聖胡安灣入口處，並未讓殖民者免於加勒比人的襲擊。加勒比人意識到歐洲殖民行動對他們生存的威脅，因而對新聚落發動了猛烈的攻擊。
到了18世紀，由於鄰近海灣及其港口的地理優勢，聖胡安小島上的人口逐漸擴展，形成今日的聖胡安市。為了防禦外敵，城市與海灣的入口處均被加強設防；這些城牆與海灣的屏障，將西班牙裔居民與主島其他地區的居民隔離開來，進一步促成了一種種姓制度的發展。
在過去五百年來，聖胡安灣最重要的功能一直是連結波多黎各與外部世界。西班牙珍寶船隊的分遣艦隊曾以此為據點，將波多黎各這座殖民地納入更大的西班牙殖民體系。由於其戰略位置，聖胡安灣曾多次成為海盜襲擊的目標，也是各大帝國展示軍事實力的舞台。至今，在海灣東側的入口處，聖費利佩·德爾莫羅城堡仍然屹立守護著這條狹窄的航道。

### 今日
聖胡安港是加勒比海地區最繁忙的港口之一。數以千計的漁民在鹹淡水交會處的水域中捕魚維生。聖胡安灣因其自然美景與生態多樣性，吸引了大量觀光客與各式各樣的休閒活動。
然而，長期的開發利用導致聖胡安灣相當大一部分的自然資源遭到破壞；此外，該地區也易受地震活動影響。一項復育計畫已使灣內水質恢復至「可安全接觸」的標準，並將翻新後的城市沿海基礎設施整合進聖胡安灣的海岸線中。

## 歷史地圖
以下列表收錄了聖胡安灣與殖民時期城市「聖胡安·包蒂斯塔·德·波多黎各」的歷史素描與地圖。該城市即為今日位於聖胡安小島上的聖胡安舊城區，隸屬於聖胡安市，也是波多黎各群島與本島的首都轄區。

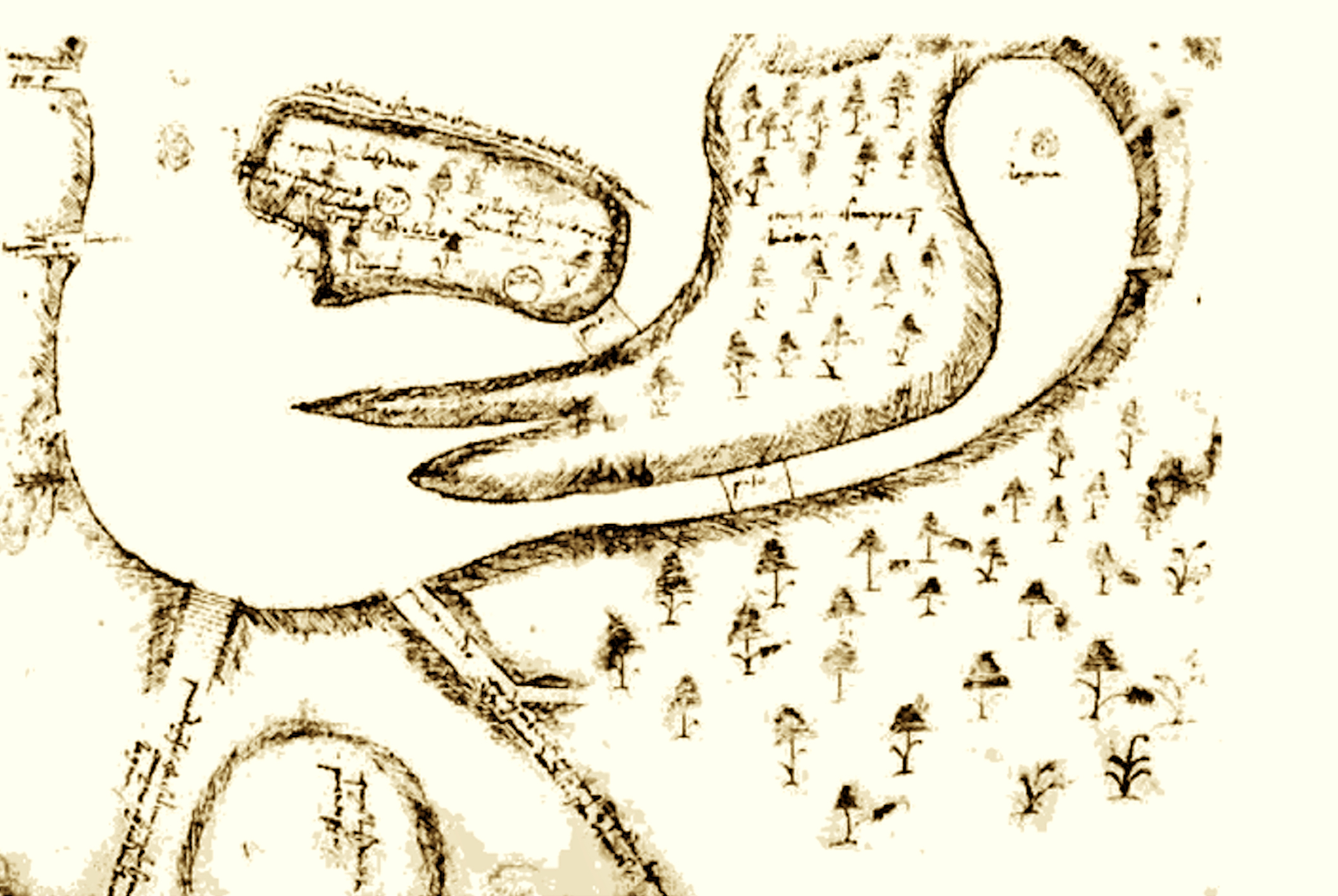
羅德里哥·德·菲格羅亞（Rodrigo de Figueroa），1519年 —— 請注意地圖中左下角為已廢棄的聚落卡帕拉（Caparra），而左上角則標示為聖胡安·包蒂斯塔·德·波多黎各（San Juan Bautista de Puerto Rico），即今日的舊聖胡安（Old San Juan）。
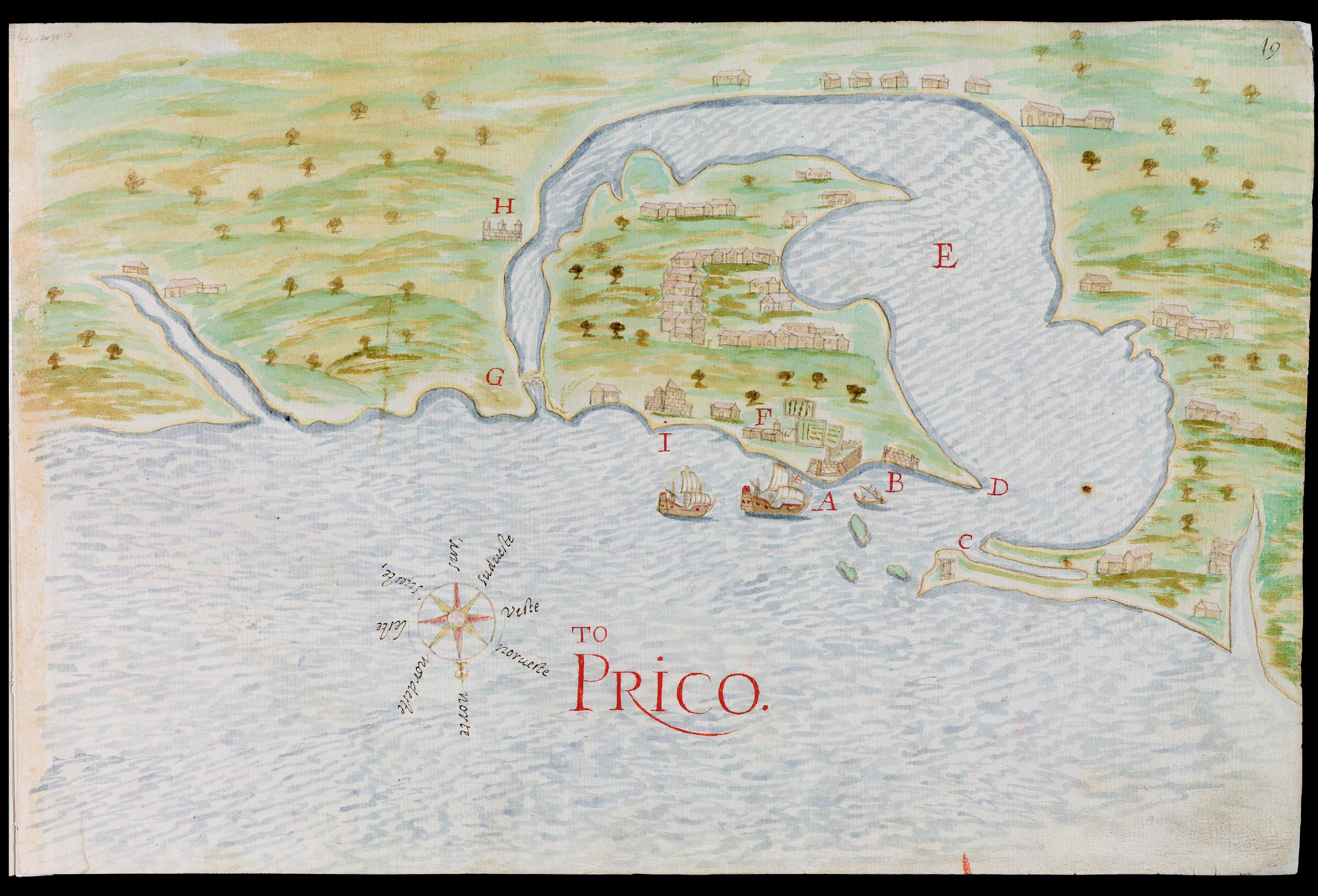
尼古拉斯·德·卡多納（英语：Nicolás de Cardona），1632年（圖像為倒置方向）。
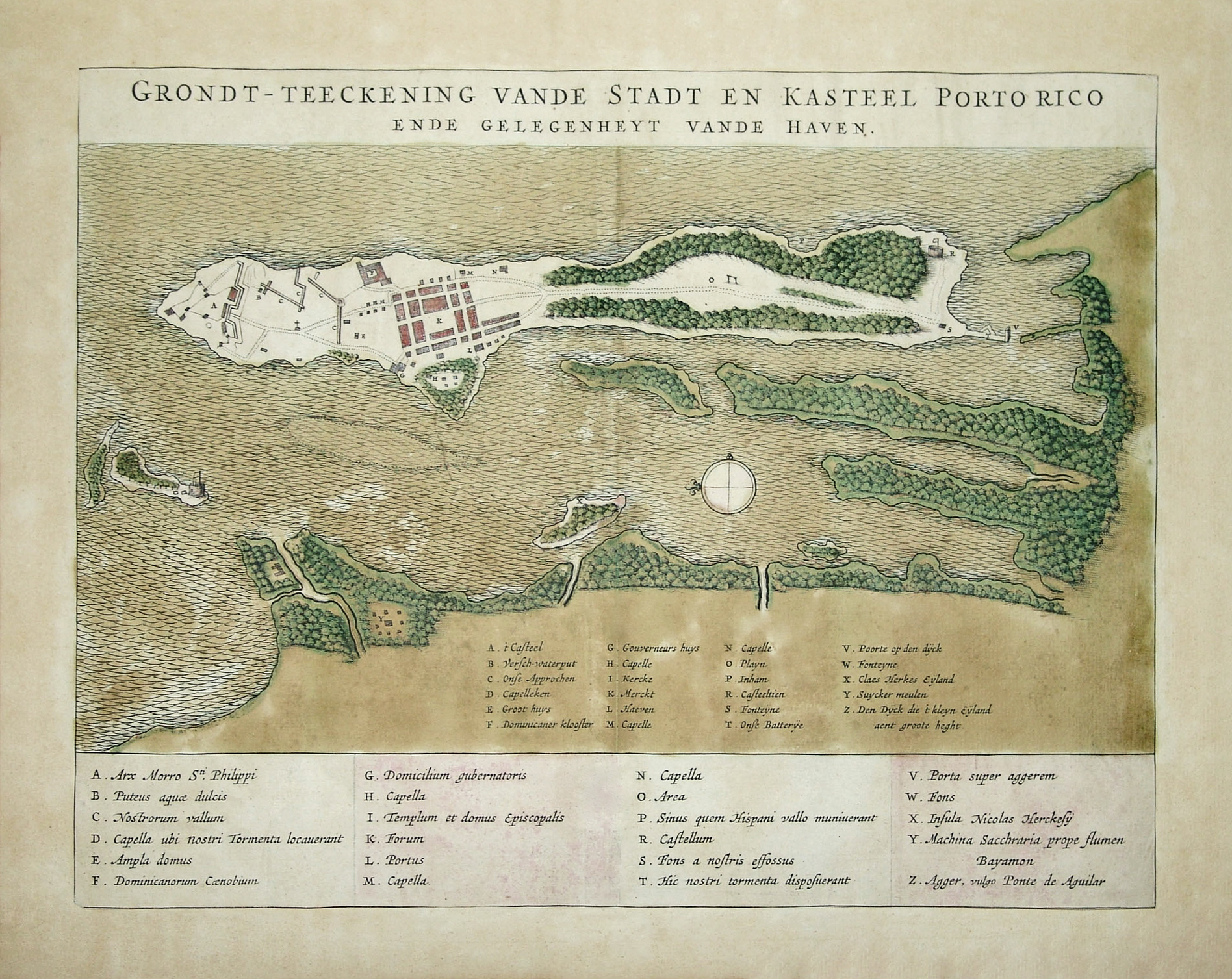
約翰內斯·德·拉埃特（英语：Joannes de Laet），1644 年。
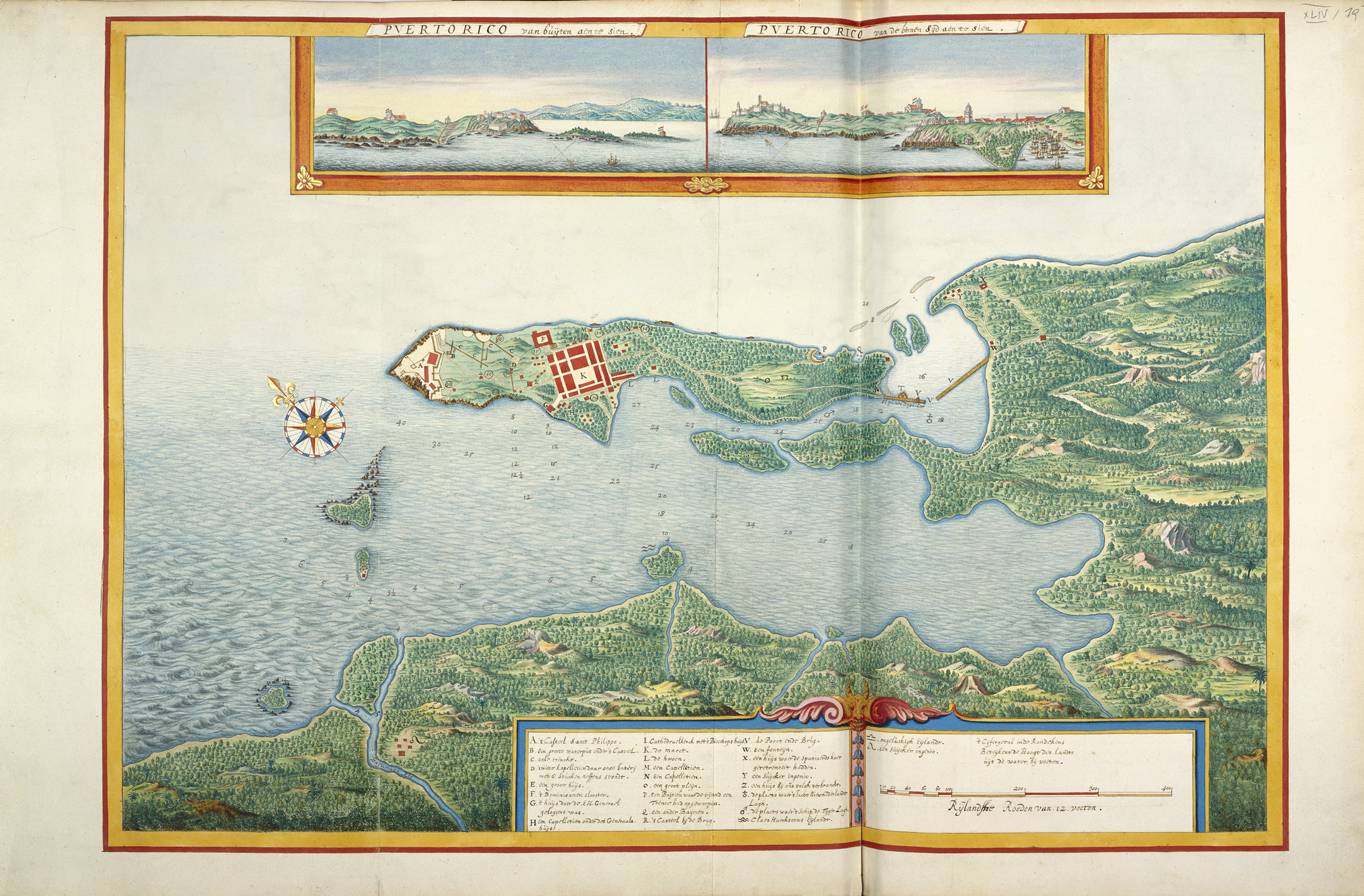
約安·布勞（英语：Joan Blaeu）與勞倫斯·范·德·赫姆（英语：Laurens van der Hem），約1660年。
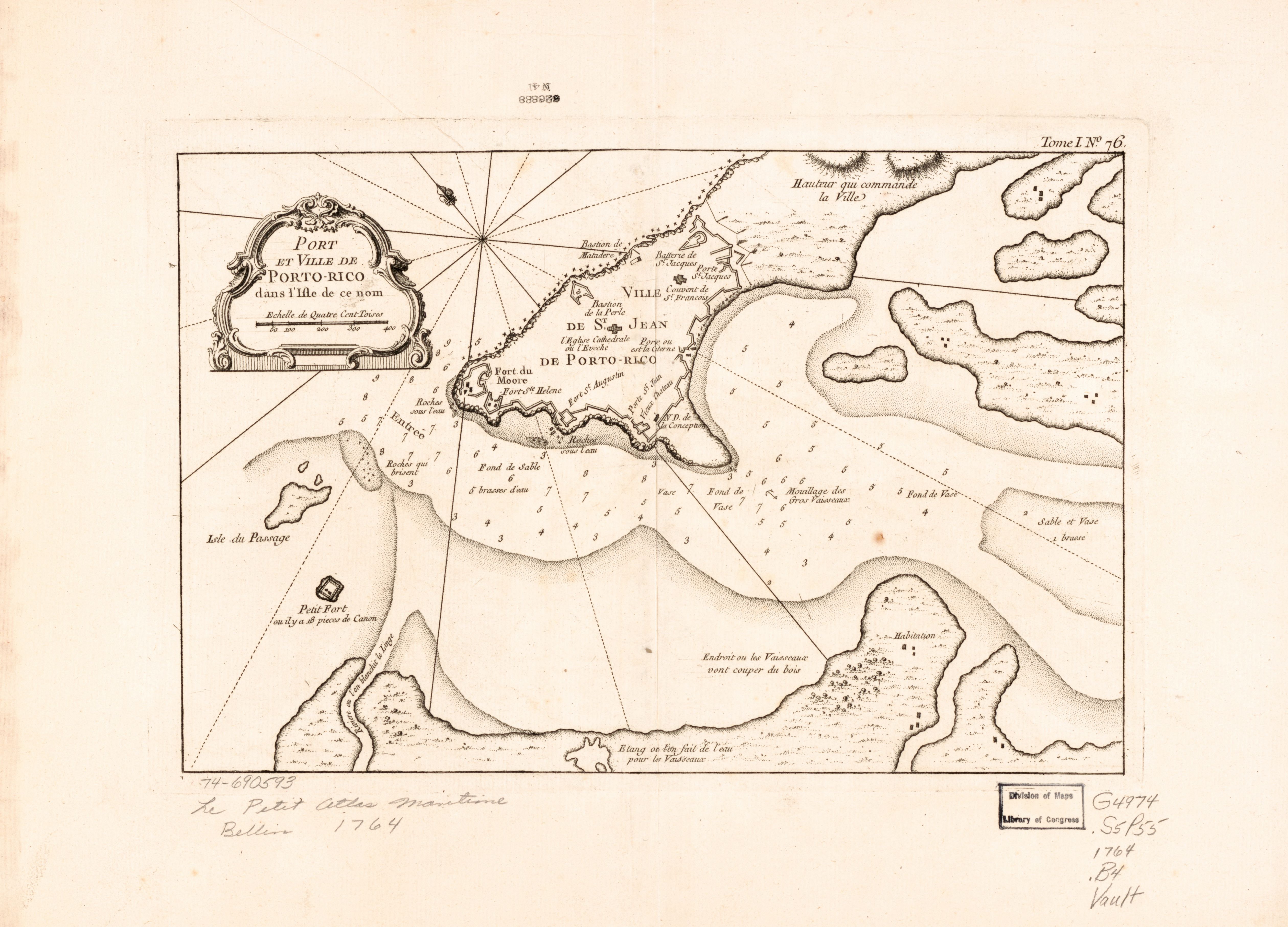
雅克—尼古拉·貝蘭（英语：Jacques-Nicolas Bellin），1764年。
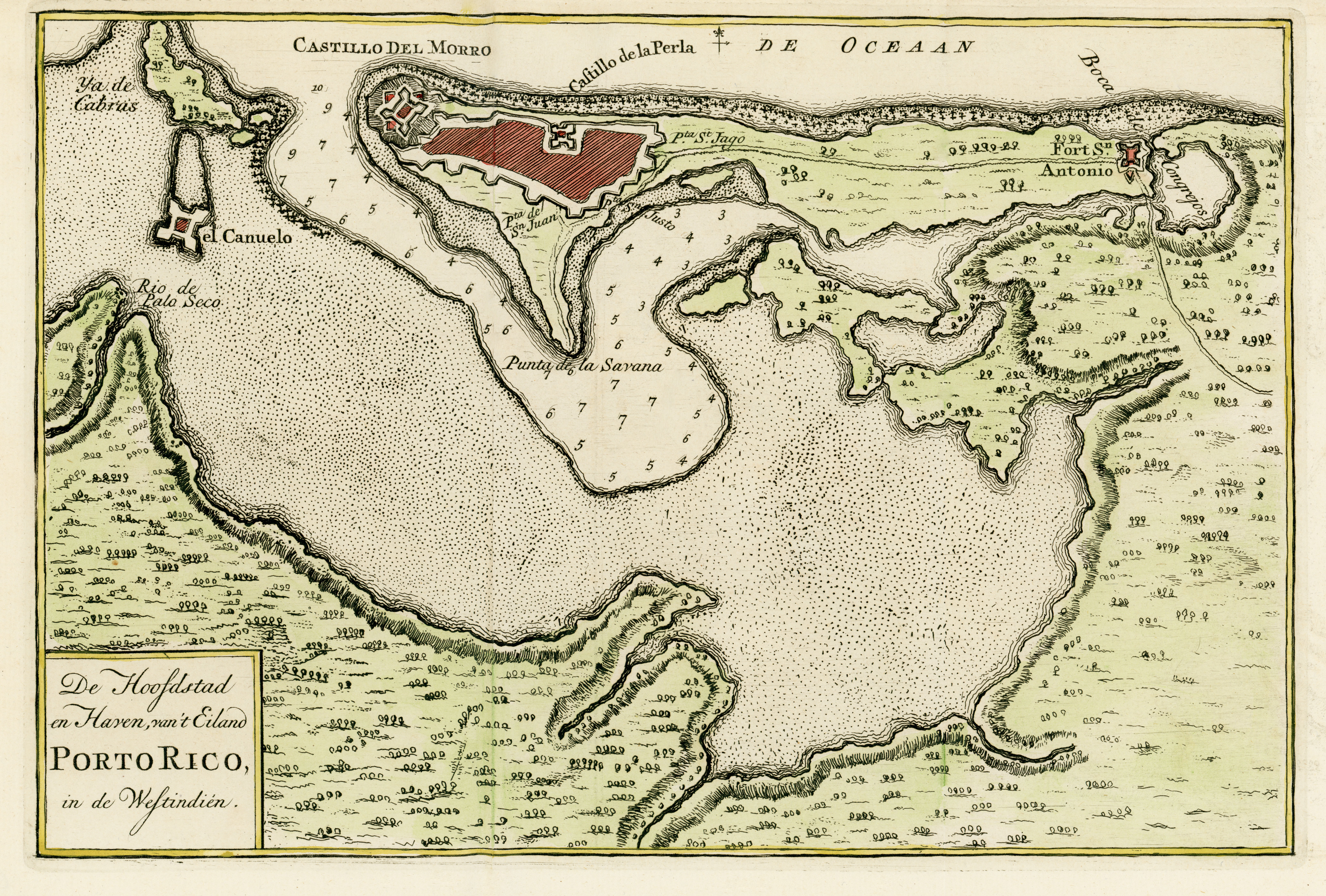
以撒·提里昂（英语：Isaak Tirion），1769年。
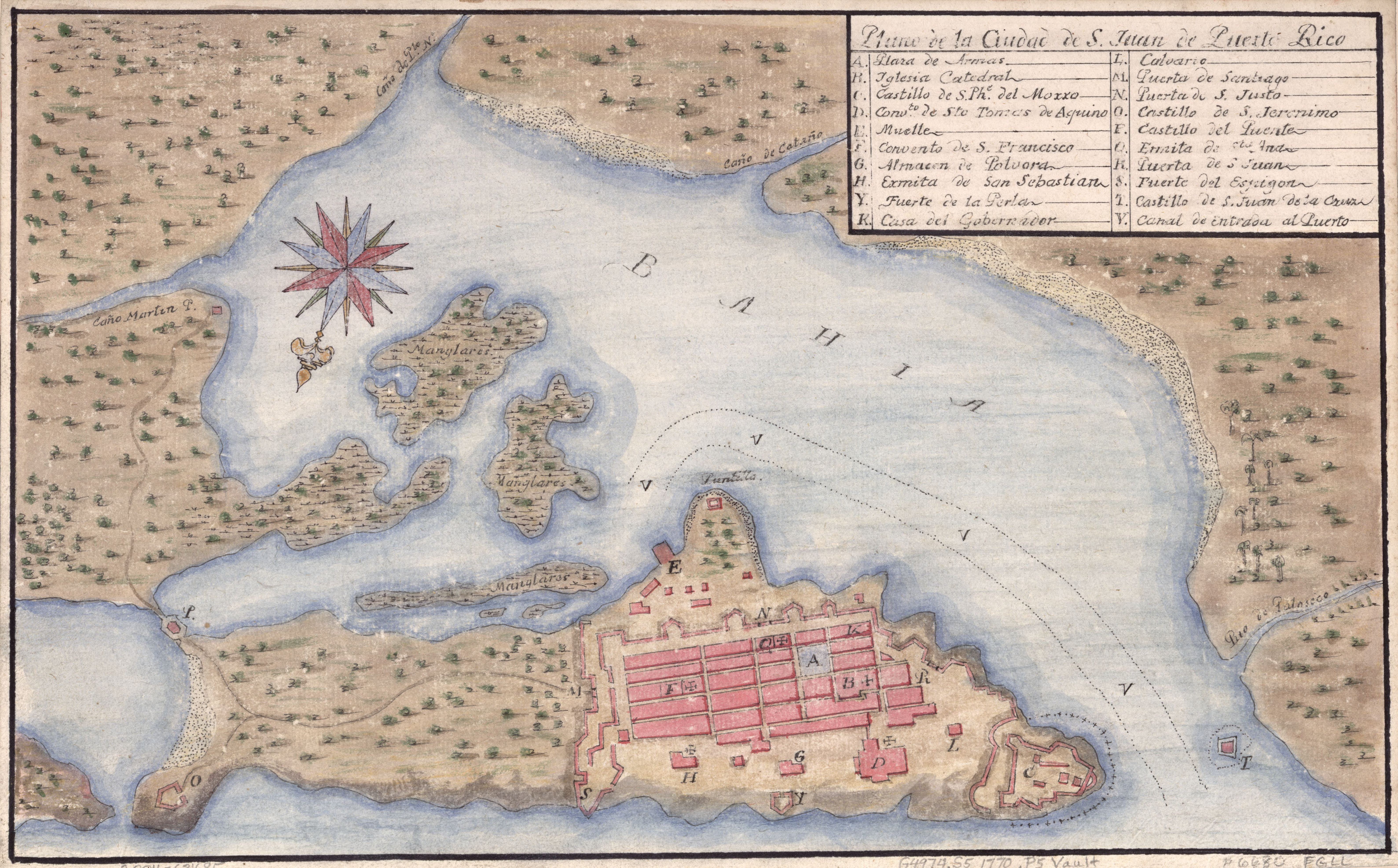
未知作者，1770年（圖像為倒置方向）
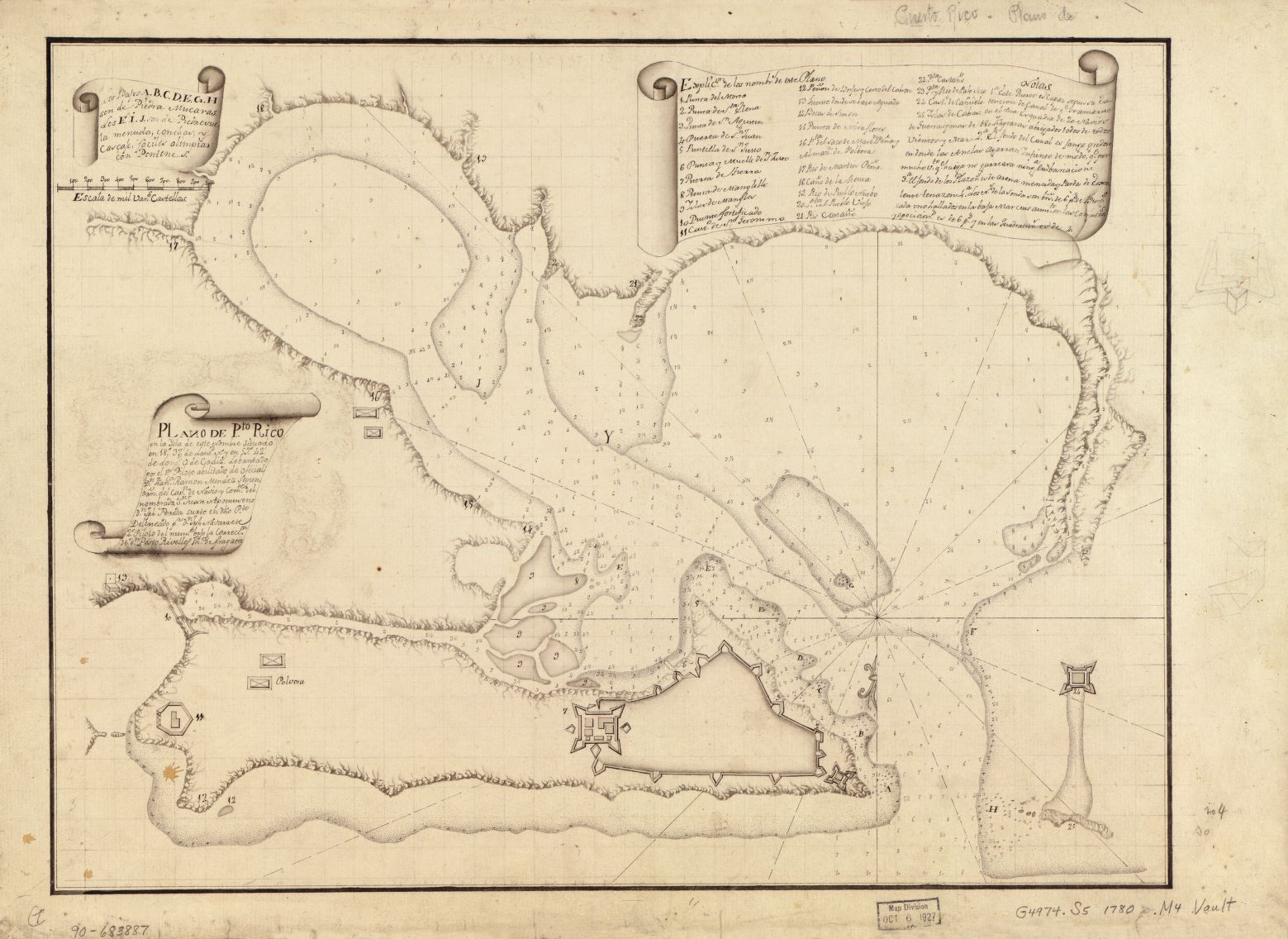
弗朗西斯科·拉蒙·門德斯（Francisco Ramón Méndez）與約瑟夫·納瓦雷特（Joseph Navarrete），約1780年（圖像為倒置方向）。
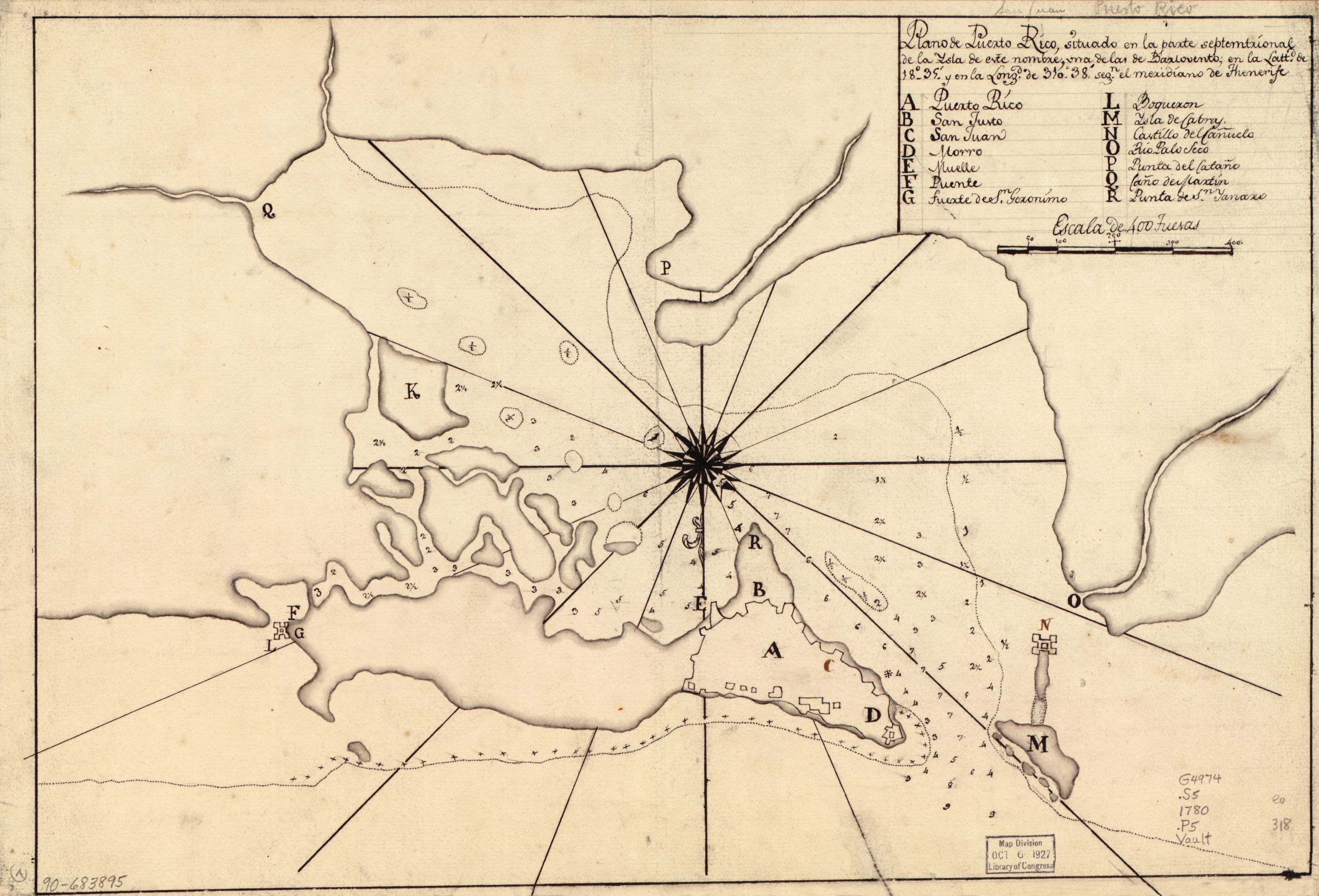
未知作者，1780年（圖像為倒置方向）
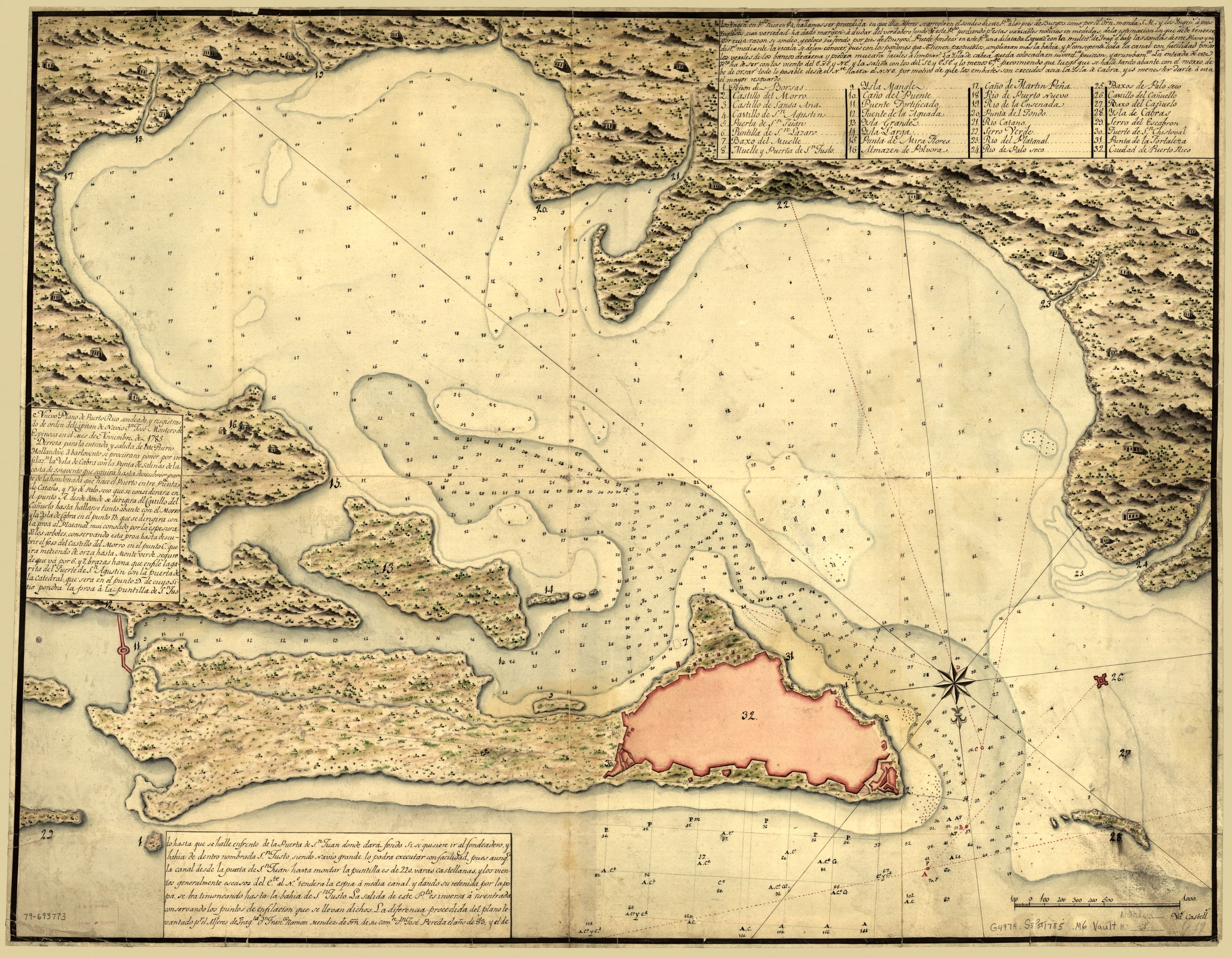
何塞·蒙特羅·德·埃斯皮諾薩（José Montero de Espinoza），1785年（圖像為倒置方向）。
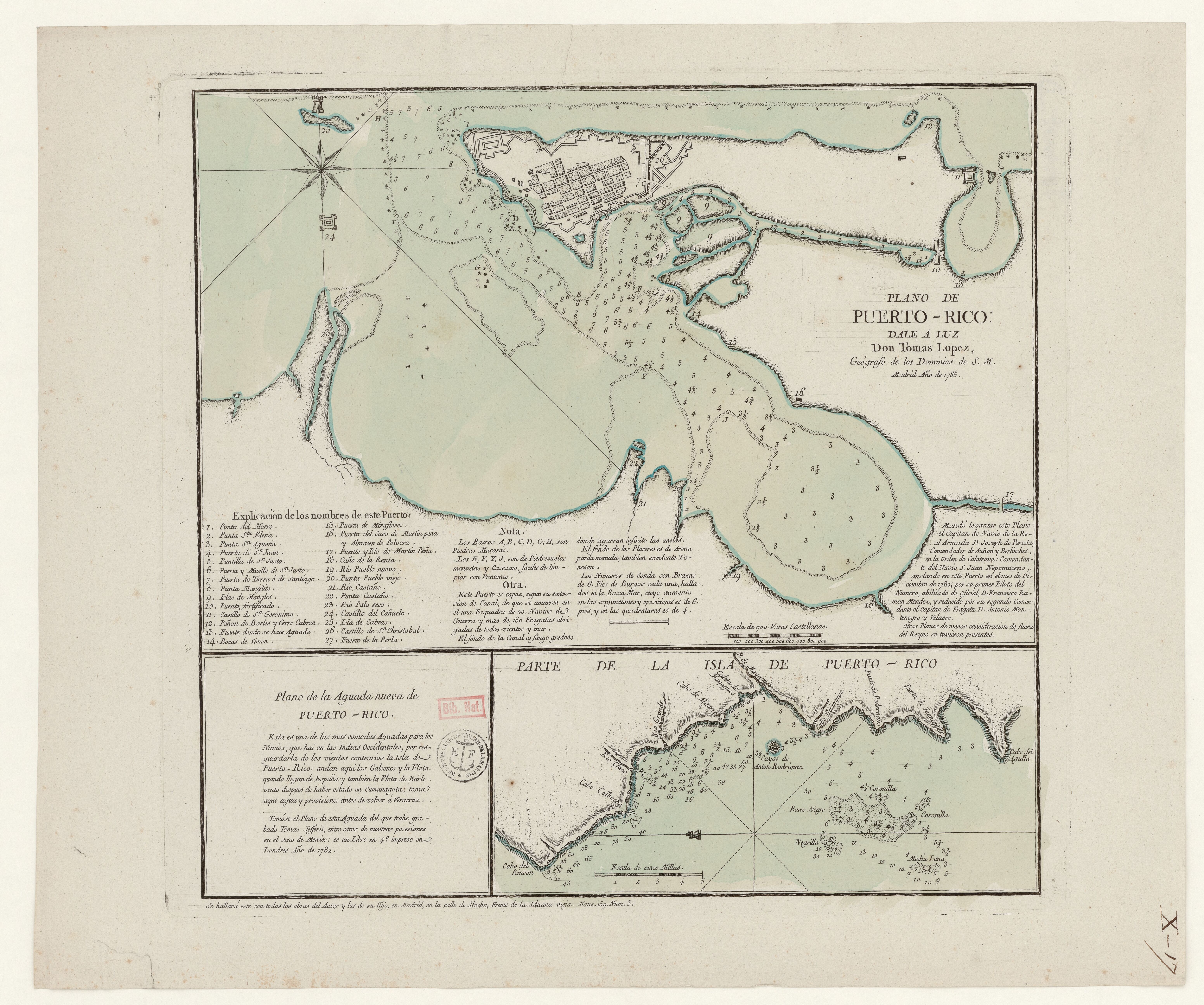
托馬斯·洛佩斯（Tomás López），1785年。
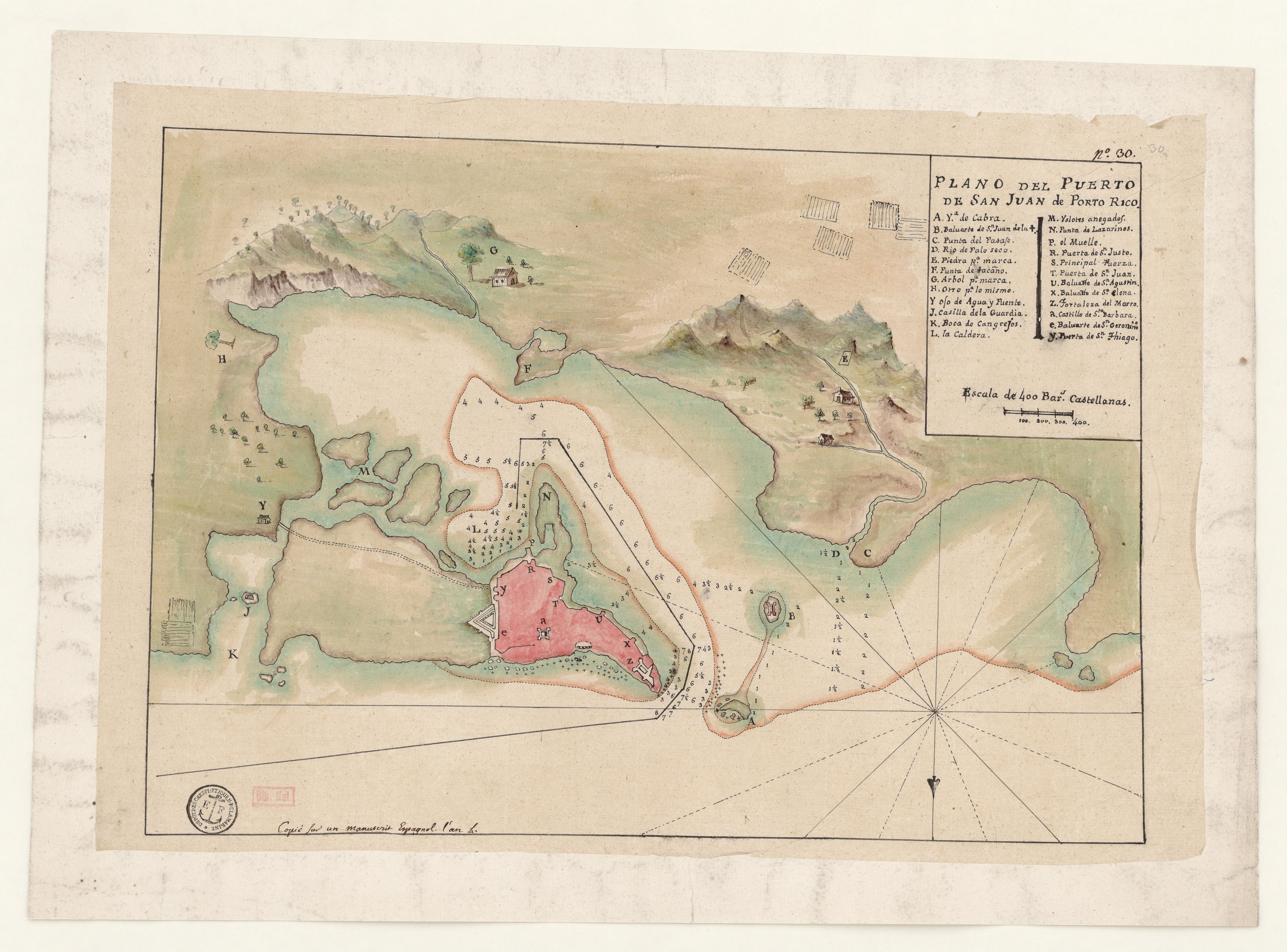
未知作者，1795年（圖像為倒置方向）
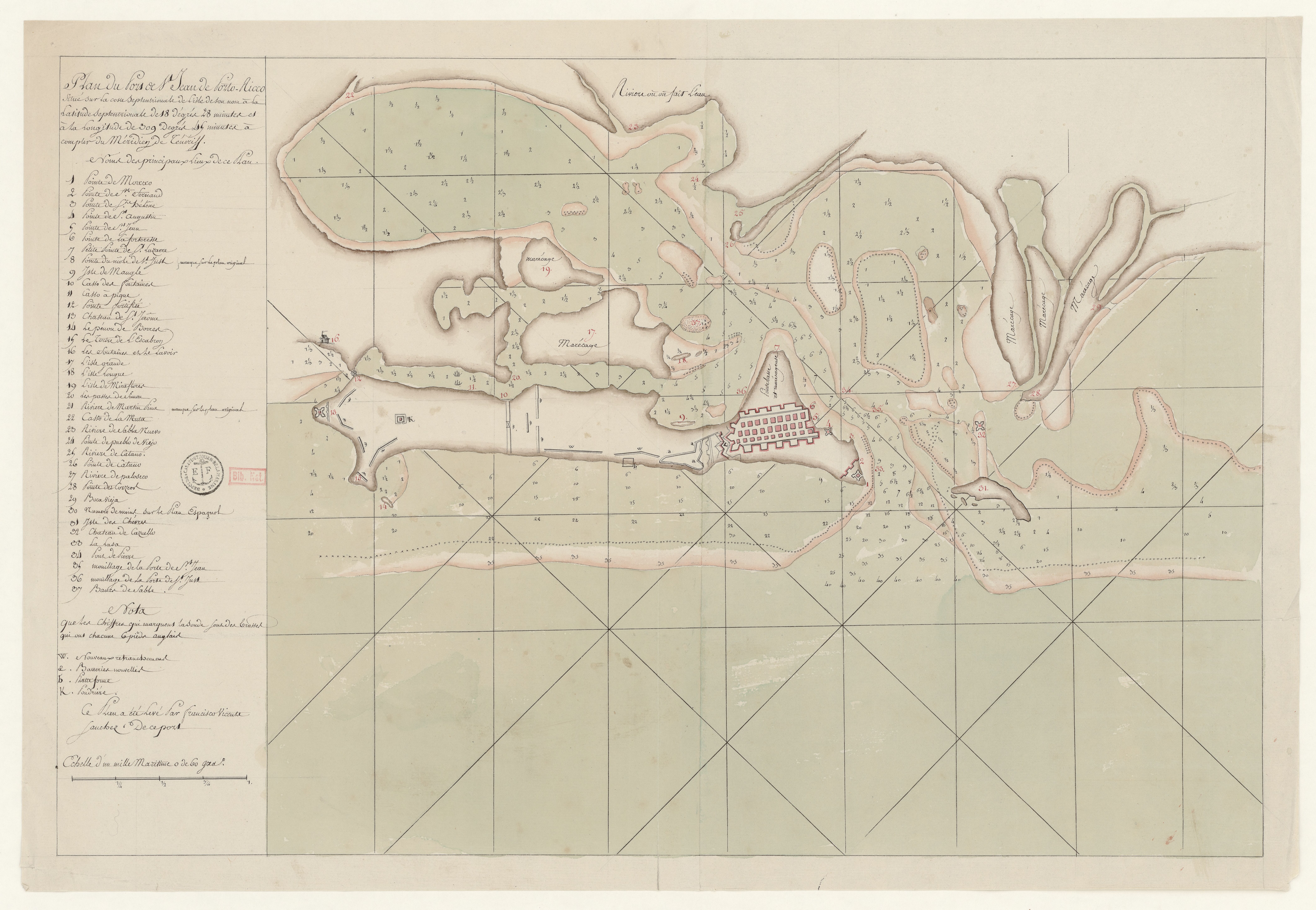
弗朗西斯科·比森特·桑切斯（Francisco Vicente Sanchez），約1800年（圖像為倒置方向）。
未知作者，1800年（圖像為倒置方向）
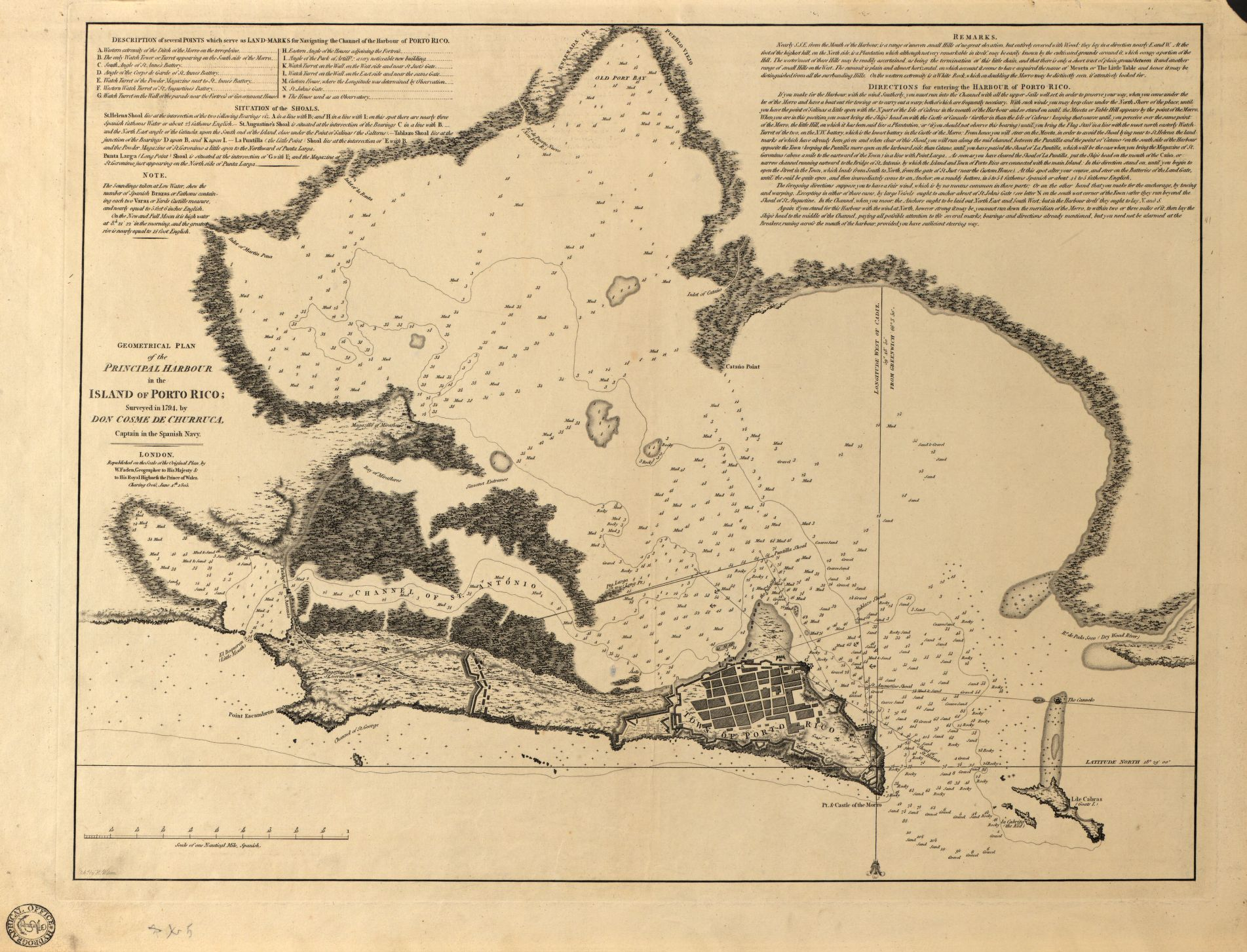
威廉·費登（英语：William Faden），1805年（圖像為倒置方向）。
美國水文局（英语：United States Hydrographic Office），1874年。
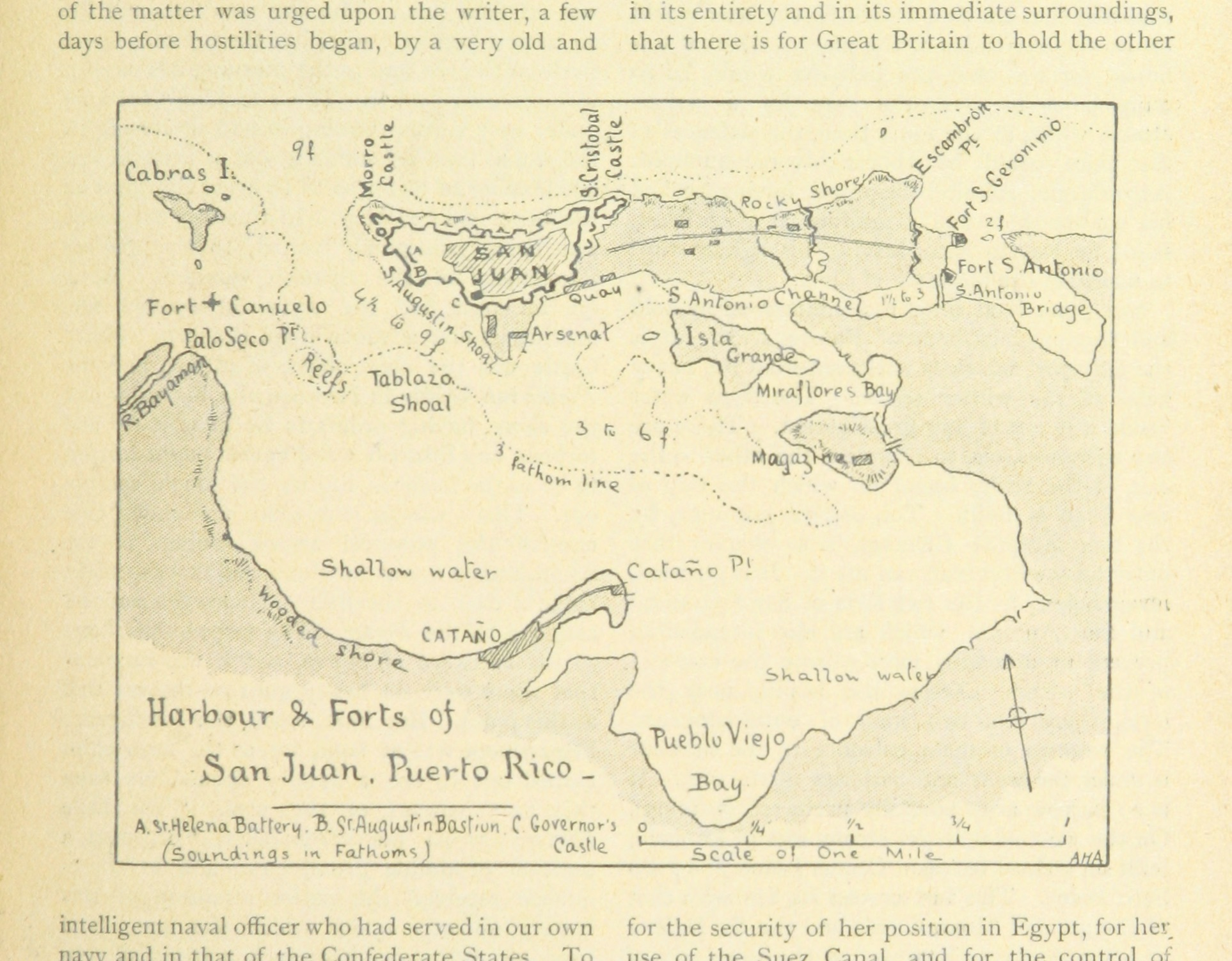
安德魯·希利亞德·阿特里奇（Andrew Hilliard Atteridge），1899年。
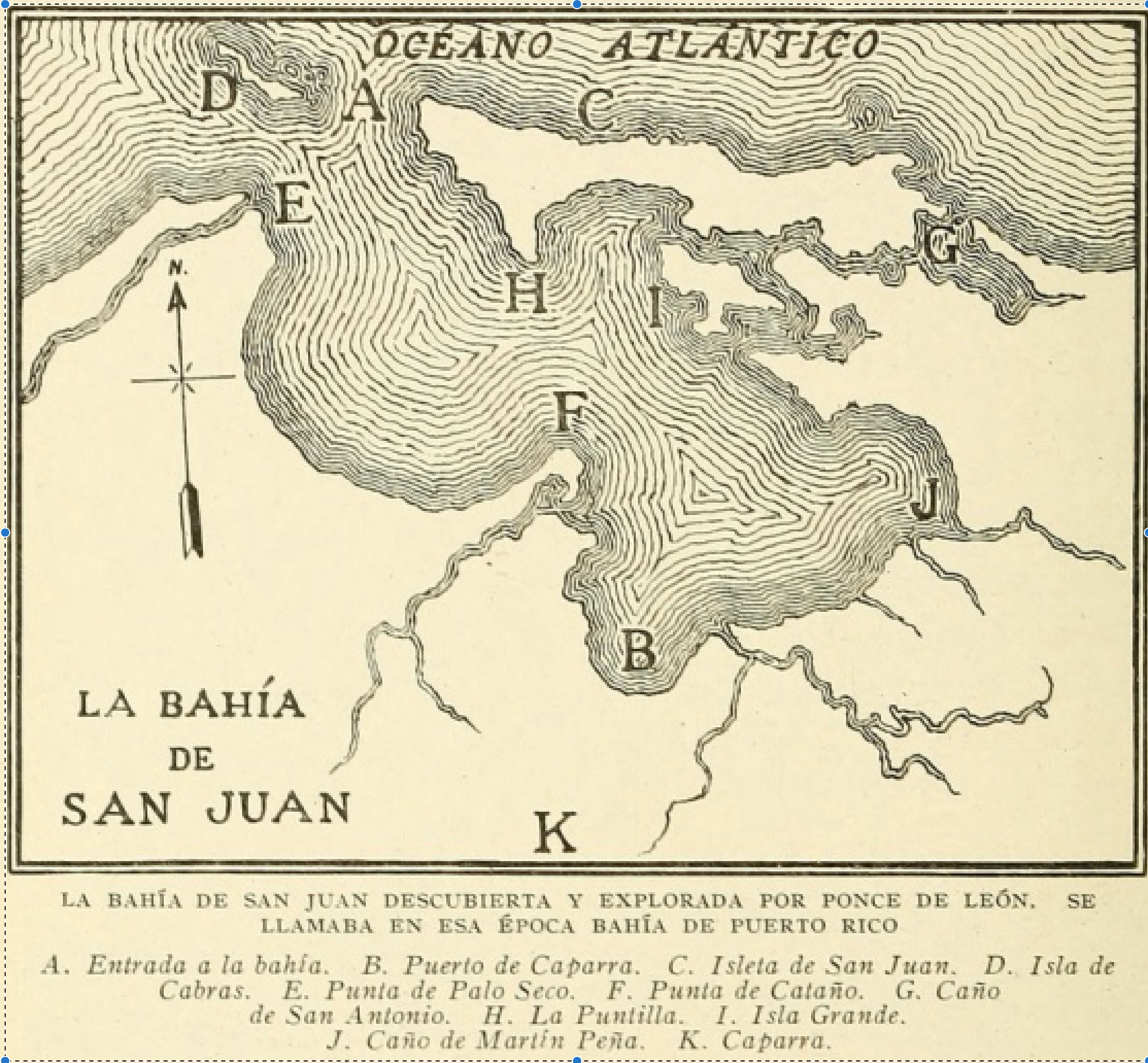
保羅·傑拉德·米勒（Paul Gerard Miller），1922 年。
英國水文局，1954年。
美國海岸與測地調查局（英语：United States Coast and Geodetic Survey），1992年。

## 圖集

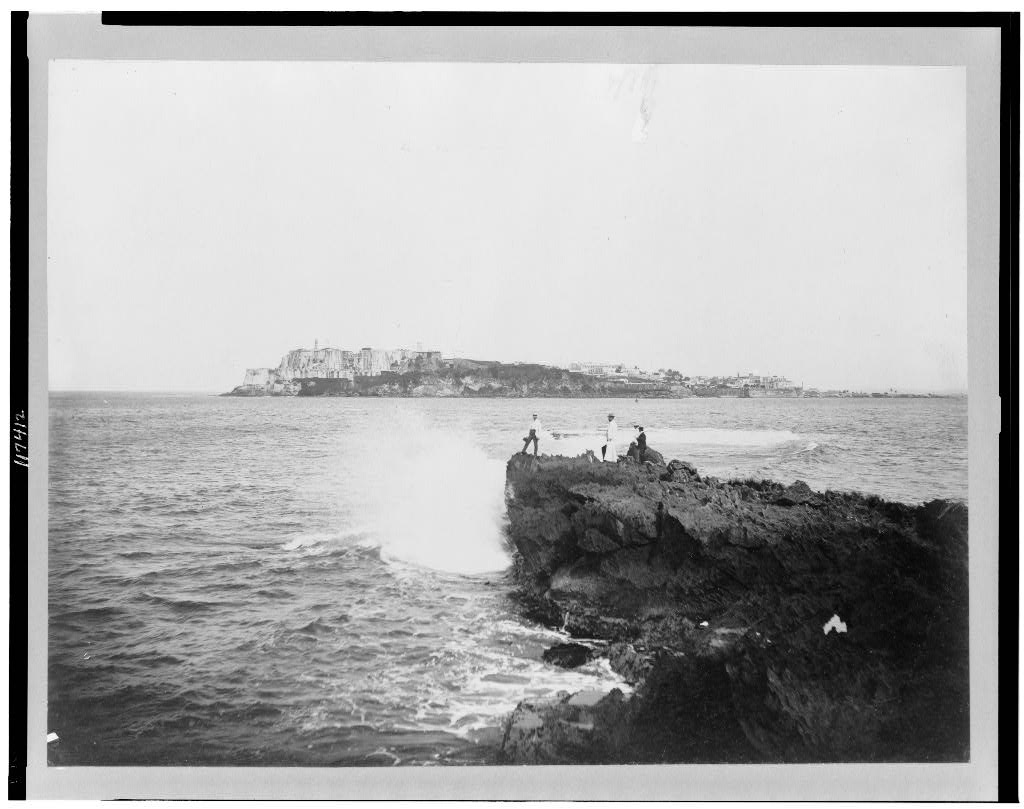
從卡布拉斯島望向聖胡安灣入口的景觀。
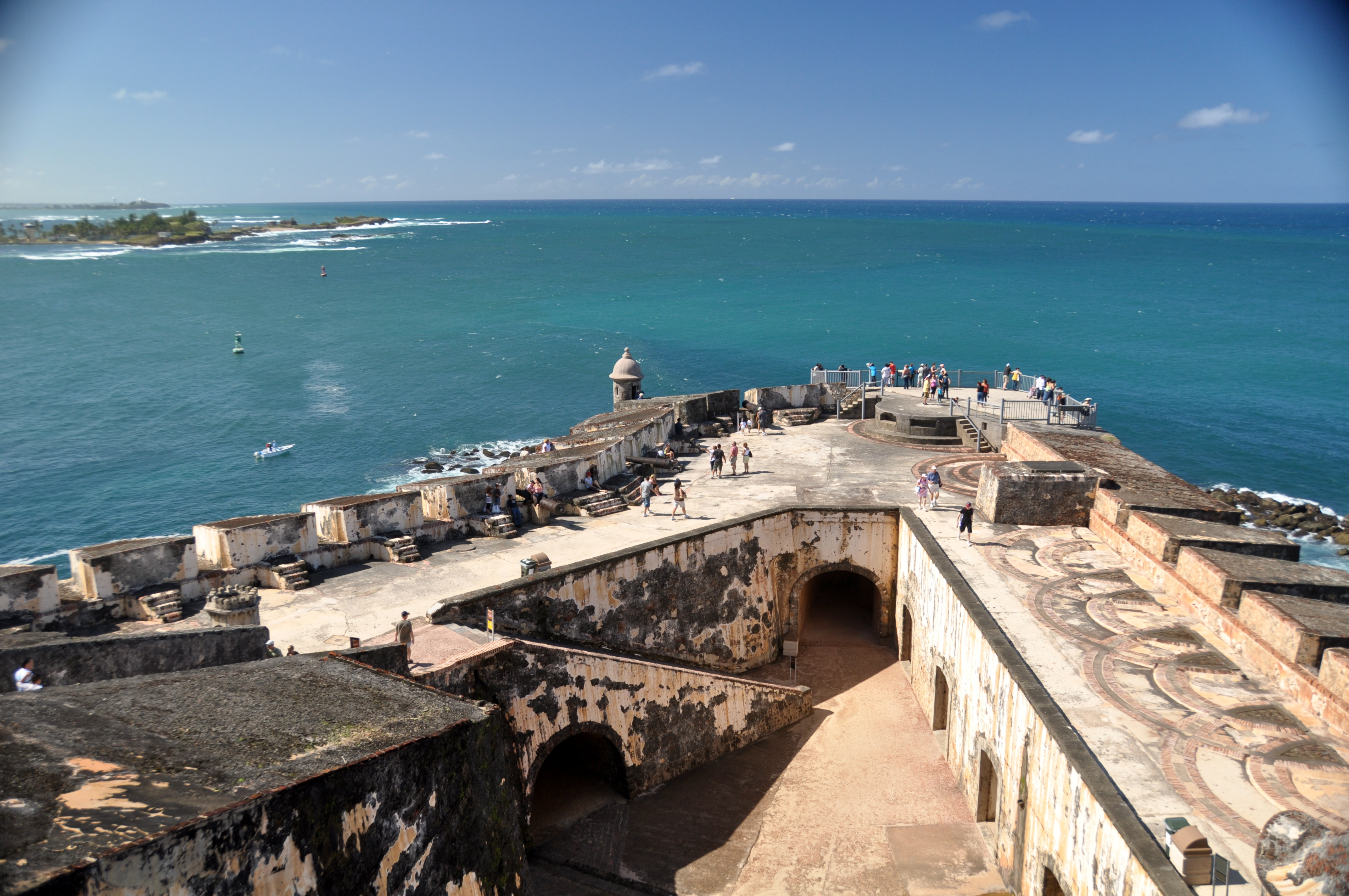
從聖費利佩海角城堡遠望聖胡安灣入口的景觀。
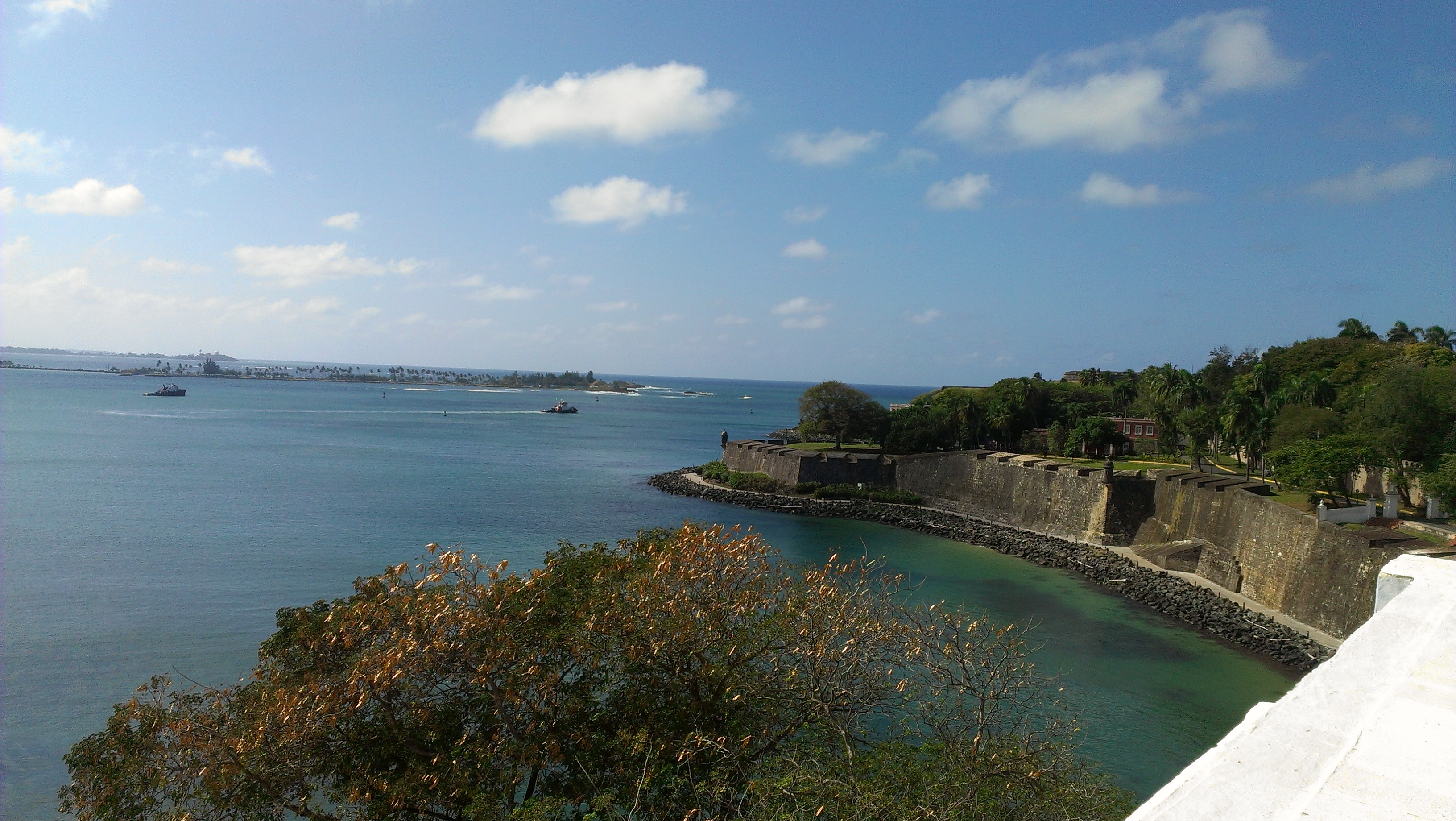
從拉福塔雷薩（英语：La Fortaleza）宮眺望聖胡安灣入口的景觀。
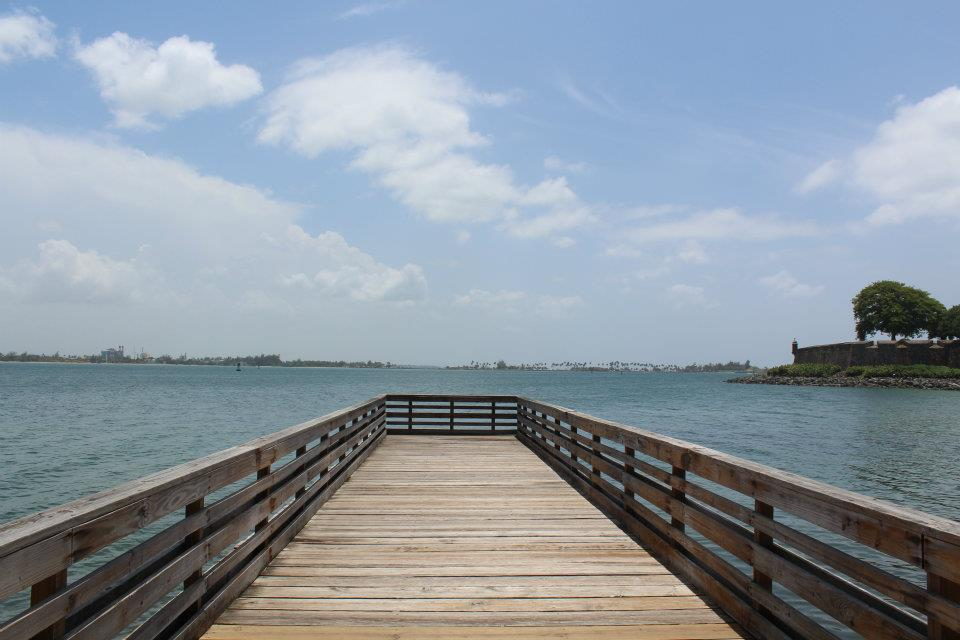
從拉普琳塞薩步道（英语：Paseo de la Princesa）眺望聖胡安灣入口的景觀。
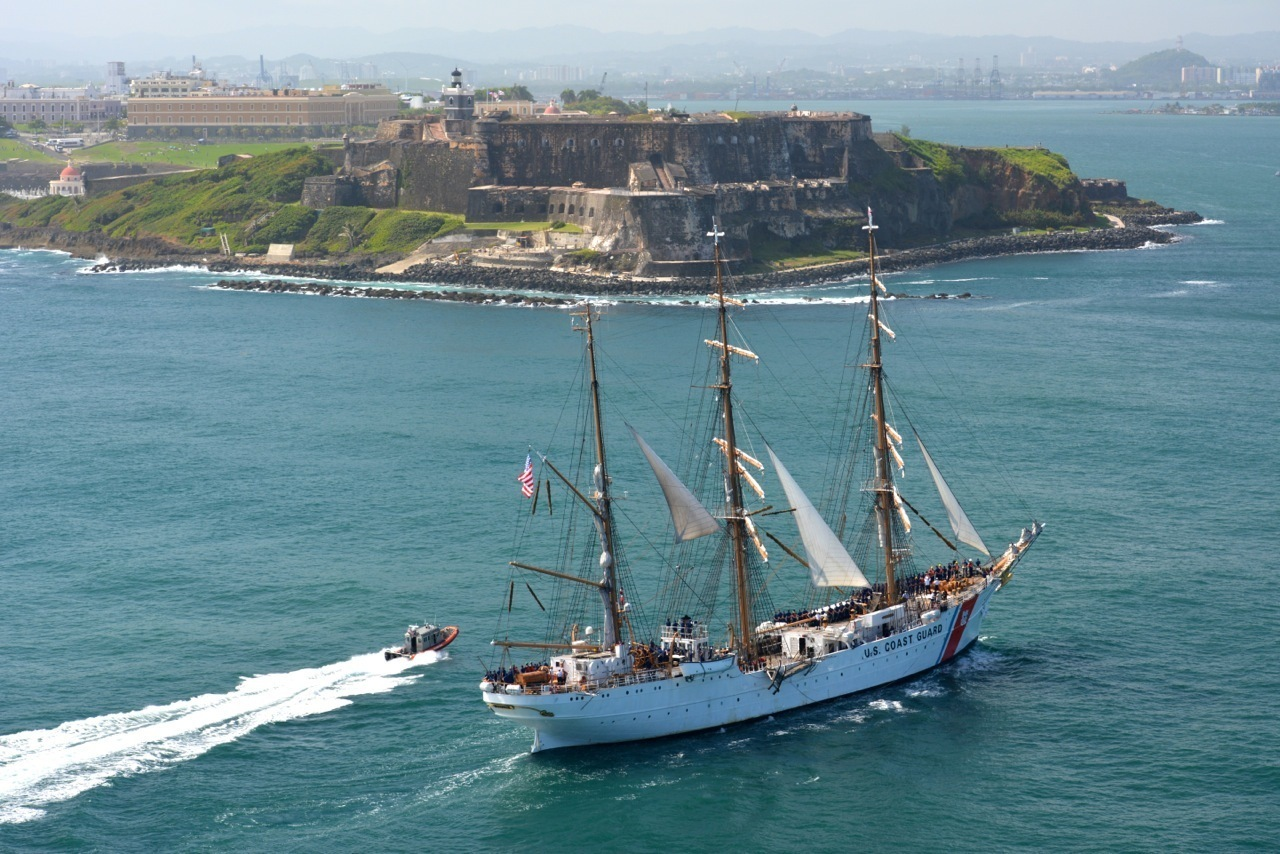
美國海岸防衛隊船艦駛入聖胡安灣。
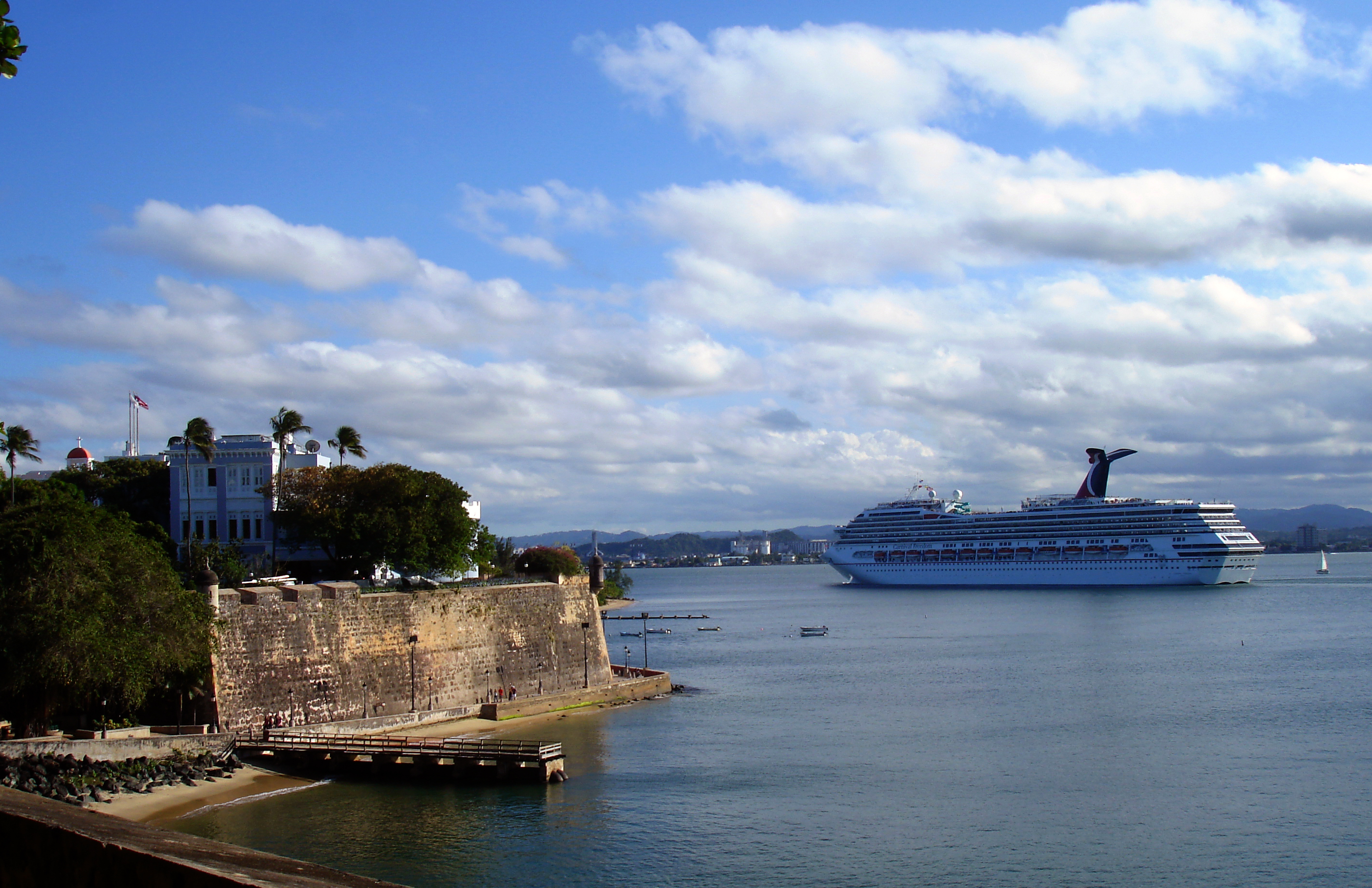
郵輪駛入聖胡安灣。
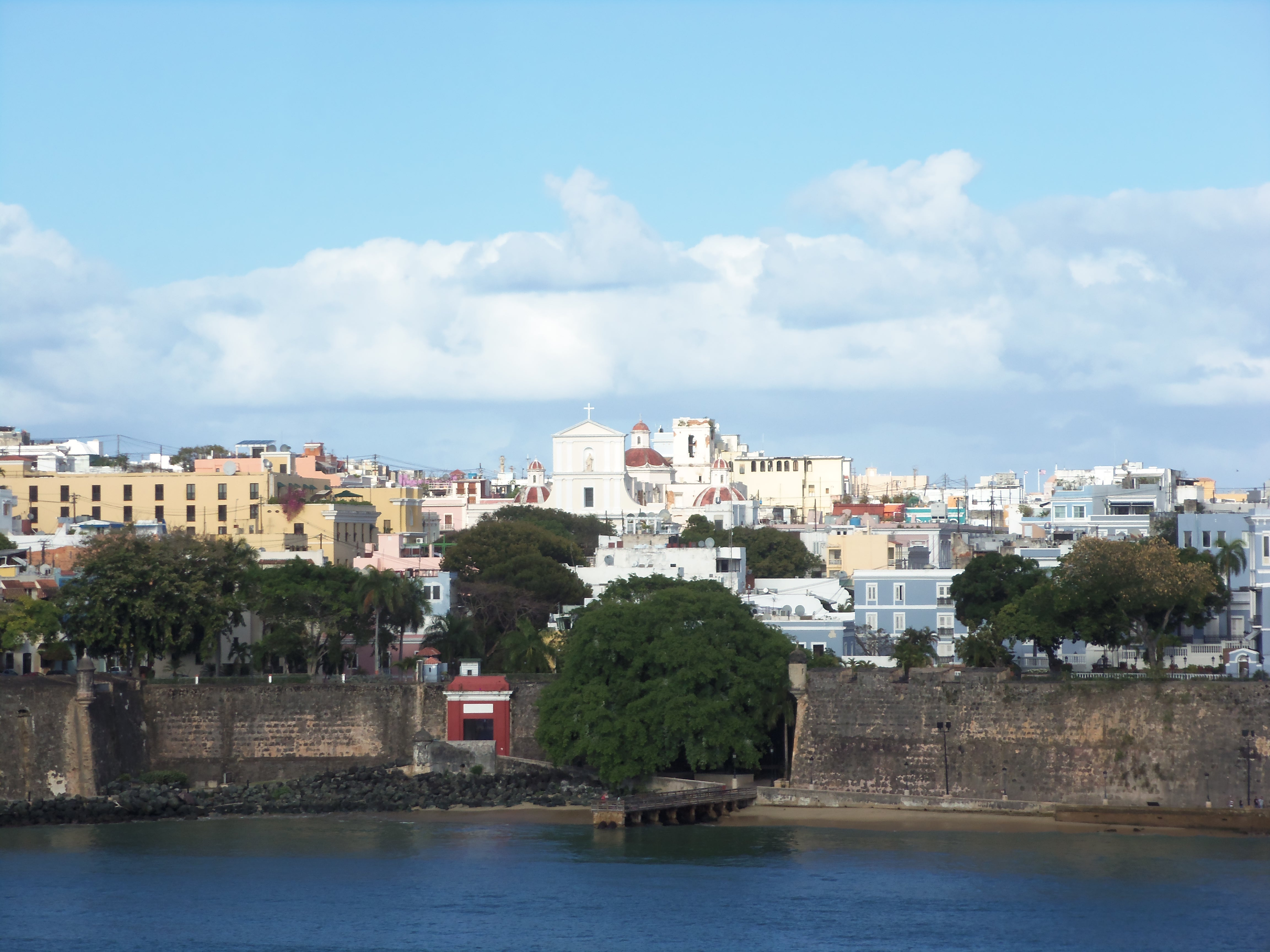
從聖胡安灣眺望聖胡安舊城區的景觀。
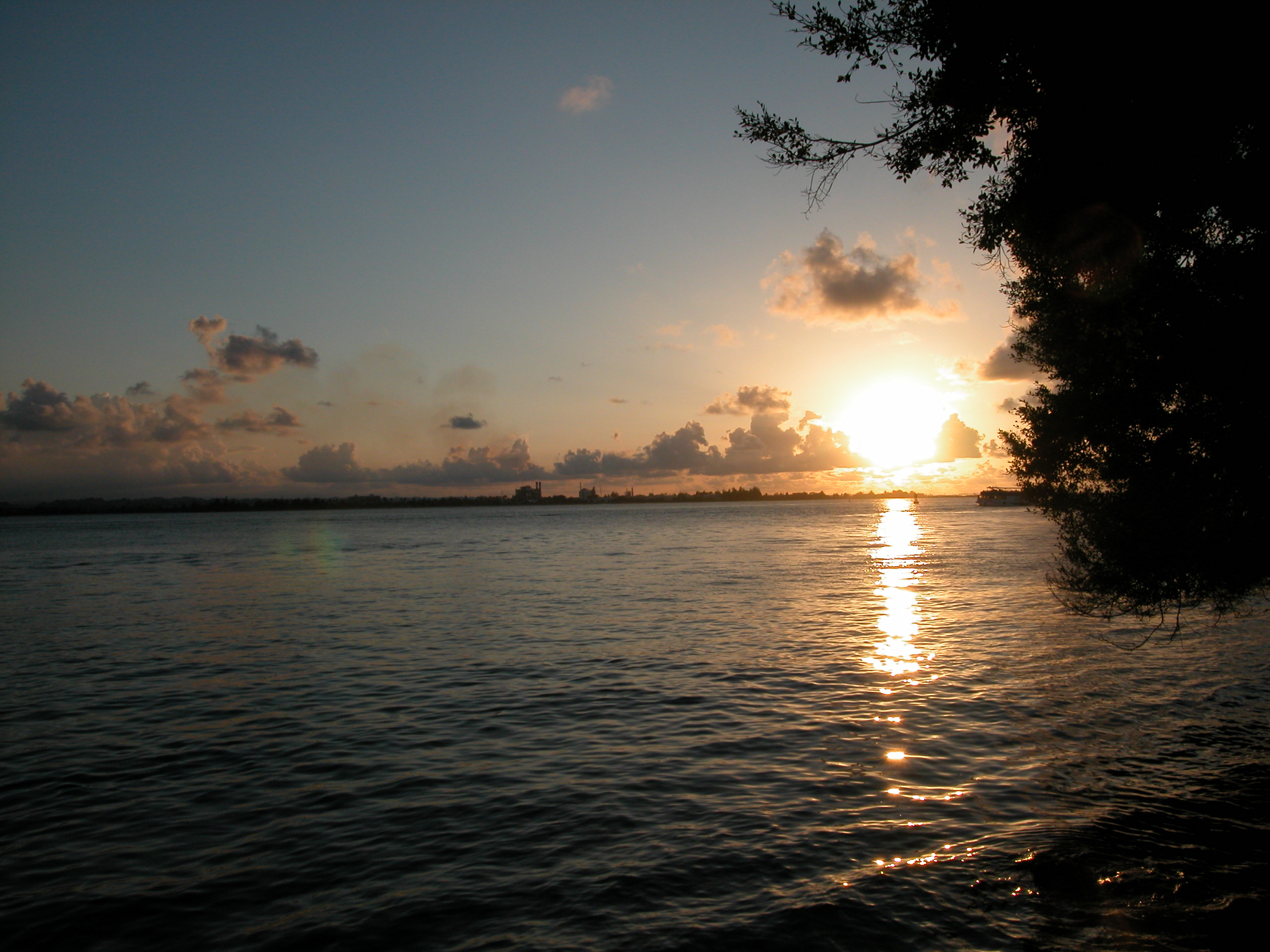
從拉普琳塞薩步道眺望聖胡安灣的夕陽景色。
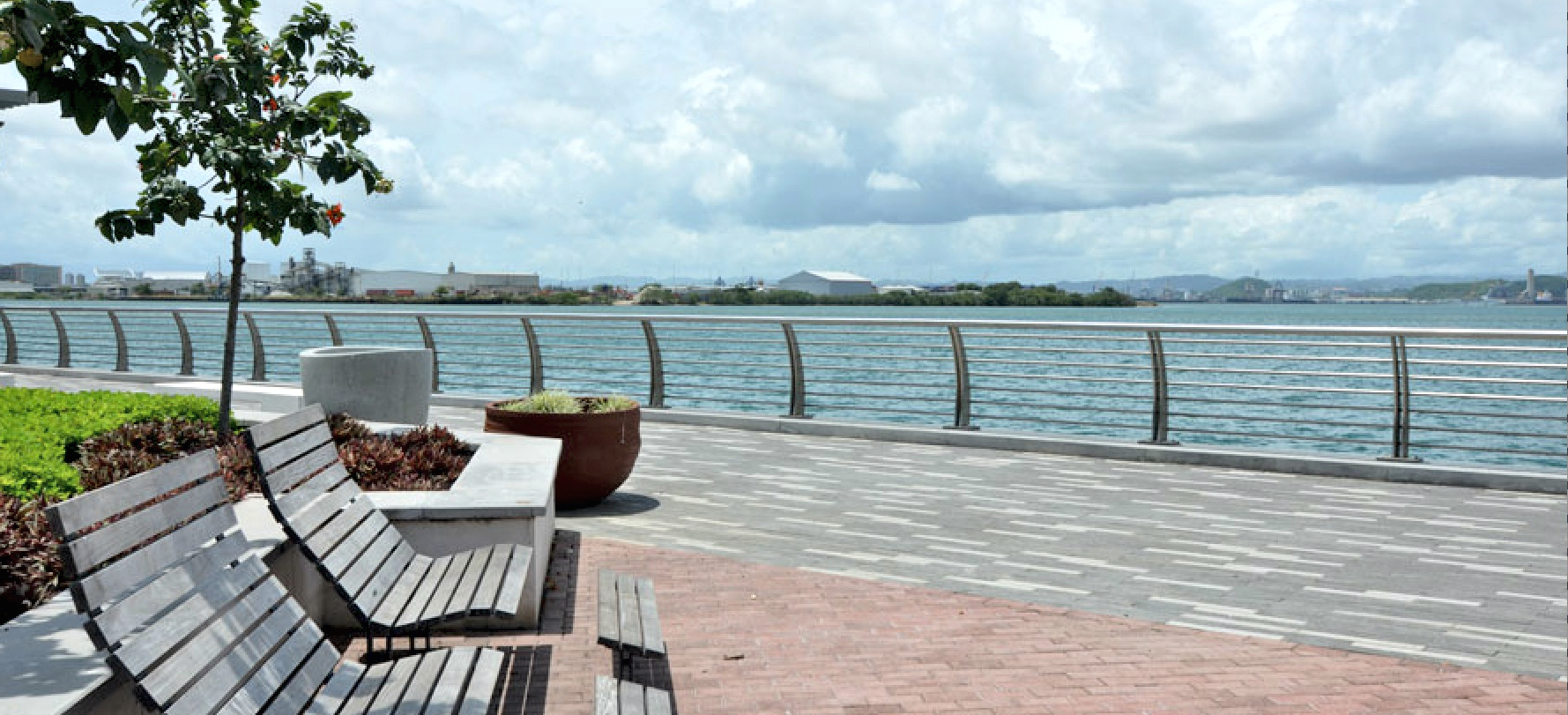
從第8號碼頭步道眺望聖胡安灣的景觀。

## 外部連結
- 聖胡安國家歷史遺址官方網頁（英文）
- 聖胡安灣河口 （西班牙語）
- PRFFrogui: Estuario de la bahía de San Juan （西班牙語）
- 白宮：波多黎各殖民者胡安·龐塞·德萊昂後裔的住所 （西班牙語）